# Cyllometra
Genre
Cyllometra est un genre de crinoïdes de la famille des Colobometridae.

## Liste des espèces
Selon World Register of Marine Species (29 mars 2015) :
- Cyllometra gracilis AH Clark, 1912
- Cyllometra manca (Carpenter, 1888)
- Cyllometra prashadi AH Clark, 1932